# Huun-Huur-Tu
Huun-Huur-Tu (tuwinisch Хүн Хүртү Khün Khürtü) ist eine Musikgruppe aus der russischen autonomen Republik Tuwa. Sie wurde hauptsächlich durch ihre Weiterentwicklung und Modernisierung des tuwinischen Kehlkopfgesangs Khöömei (Хөөмей, tuwinisch für „Kehle“) bekannt, den sie mit traditionellen tuwinischen Instrumenten wie Igil oder Doshpuluur, aber auch anderen  wie Gitarre oder Synthesizer kombiniert und so international bekannt machte.

## Geschichte
1992 gründeten die Musiker Kaigal-ool Khovalyg, Alexander Bapa (* 1960), sein Bruder Sayan Bapa (* 1962), und Albert Kuwesin (* 1965) in der tuwinischen Hauptstadt Kysyl die Gruppe Kungurtuk, die wenig später in Huun-Huur-Tu umbenannt wurde. Dieser tuwinische Ausdruck beschreibt die Strahlen der Sonne beim Auf- oder Untergang. Kuwesin verließ Huun-Huur-Tu nach dem ersten Album 60 Horses in My Herd, das sich auf traditionelle Volkslieder konzentrierte, um mit der Gruppe Yat-Kha rock-orientiertere Musik zu machen. Auch Alexander Bapa trennte sich von der Gruppe, er ging mit der Band Chirgilchin nach Moskau, für ihn kam Alexei Saryglar (* 1966) neu hinzu. 1993 unternahm die Gruppe ihre erste Auslandstournee in die Vereinigten Staaten. Ab dem Jahr 1997 und dem Album If I'd Been Born an Eagle begannen sich Huun-Huur-Tu mit neuerer tuwinischer Musik zu beschäftigen. Ab dem Album Where Young Grass Grows (1999) erfolgte eine weitere Modernisierung durch die Einbeziehung nicht-tuwinischer Instrumente wie Tabla, Harfe und Synthesizer, bis dahin war die Gitarre das einzige nicht-traditionelle Instrument in der Gruppe gewesen. Die Gruppe tritt heute in häufig wechselnden Besetzungen im Quartett oder als Trio auf, bei Studioaufnahmen sind meist mehrere Musiker beteiligt. Die Bandmitglieder beherrschen neben dem Kehlkopfgesang mehrere Instrumente.
Huun-Huur-Tu arbeiteten im Lauf ihrer Karriere mit so verschiedenen Künstlern wie Frank Zappa, dem Kronos Quartet, Ry Cooder, The Chieftains, Johnny Guitar Watson, L. Shankar, Angelite, Michail Alperin, Sergei Starostin, Sainkho Namtchylak, Béla Fleck, Hazmat Modine und Sigur Rós zusammen.

## Stil
Die Bedeutung von Huun-Huur-Tu liegt heute vor allem in der Weiterentwicklung traditioneller musikalischer Formen und Techniken. Bis zur Gründung der Gruppe wurde der traditionelle Kehlkopfgesang nahezu ausschließlich solo vorgetragen, das Singen in der Gruppe und die Begleitung des Kehlkopfgesangs mit Instrumenten war unbekannt. Viele der von Huun-Huur-Tu verwendeten Instrumente kamen darüber hinaus zum ersten Mal in der tuwinischen Musik zum Einsatz. Neben diesen Innovationen legt die Gruppe jedoch auch Wert auf die Wiederentdeckung und Bewahrung vergessener Volkslieder. Die Texte dieser Musik handeln meist vom Leben in der Steppe und der tuwinischen Natur, sehr häufig von Pferden und vom Reiten. Nicht selten werden diese Themen auch in der Musik repräsentiert: Ein wesentliches Ausdrucksmittel der tuwinischen Musik ist die Nachahmung von Geräuschen und Klängen der Natur, beispielsweise die Imitation von Pferdehufen oder Vogelgesängen, die auch als Jagdtechnik Verwendung findet.

## Diskografie
- 60 Horses in My Herd (Shanachie, 1993)
- The Orphan's Lament (Shanachie, 1994)
- If I'd Been Born an Eagle (Shanachie, 1997)
- Where Young Grass Grows (Shanachie, 1999)
- Live 1 (Jaro, 2001)
- Live 2 (Jaro, 2001)
- Best * Live (Jaro, 2001)
- More Live (Jaro, 2003)
- Spirits from Tuva (Paras, 2003)
- Altai Sayan Tandy-Uula (Jaro, 2004)
- Live in Munich (DVD) (Jaro, 2007)
- Mother-Earth! Father-Sky! mit Sainkho Namtchylak (Jaro, 2008)
- Eternal mit Carmen Rizzo (Electrofone Music, 2009)
- Ancestors Call (World Village, 2010)
- The Bulgarian Voices Angelite With Huun-Huur-Tu & Moscow Art Trio – Legend (Jaro, 2010)